# 布洛瓦克
布洛瓦克（法語：Blauvac，法語發音：[blovak]）是法国普罗旺斯-阿尔卑斯-蓝色海岸大区沃克吕兹省的一个市镇，属于卡庞特拉区。

## 地理
布洛瓦克（44°1'49"N, 5°11'56"E）面积20.8 平方千米，位于法国普罗旺斯-阿尔卑斯-蓝色海岸大区沃克吕兹省，该省份为法国东南部内陆省份，北起德龙省，西北接阿尔代什省，西接加尔省，南至罗讷河口省，东南角与瓦尔省接壤，东临上普罗旺斯阿尔卑斯省。
与布洛瓦克接壤的市镇（或旧市镇、城区）包括：马勒莫尔迪孔塔、马藏、梅塔米斯、莫尼约、莫尔穆瓦龙、欧宗河畔维尔。

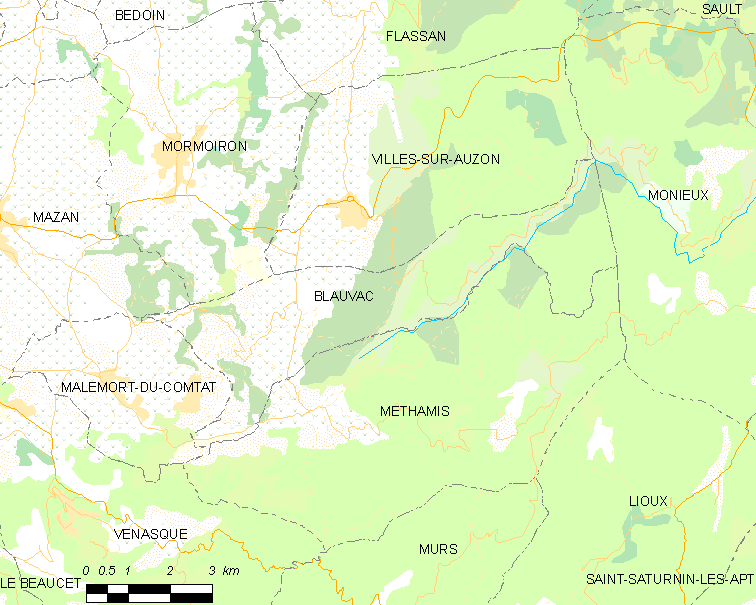
布洛瓦克的OSM定位图

布洛瓦克的时区为UTC+01:00、UTC+02:00（夏令时）。

## 行政
布洛瓦克的邮政编码为84570，INSEE市镇编码为84018。

## 政治
布洛瓦克所属的省级选区为佩尔讷莱方丹县。

## 人口

1962-2008年间布洛瓦克人口变化图示

布洛瓦克于2022年1月1日时的人口数量为555人。